# 木村惇
木村 惇（きむら あつし、1891年〈明治24年〉10月30日 - 1969年〈昭和44年〉2月12日）は、日本の政治家、内務・外務官僚・外交官。京都府知事を務めた。

## 来歴・人物
1891年10月、宮城県で平民・木村精造の長男として生まれる。旧制第二高等学校を経て、1915年に京都帝国大学法科大学政治科を卒業。
1914年に高等文官試験に合格し、1915年に内務省に入省。東京府内務部農商課長を務めたのち外務省に転じ、欧米局第一課事務官、在アメリカ合衆国大使館三等書記官・二等書記官、亜細亜局事務官、文化事業部事務官、文化事業部第一課長、第二課長、文化事業部文部書記官、シカゴ領事、マニラ総領事、在ポーランド公使館一等書記官、在ポーランド大使館一等書記官、フィリピン協会常務理事を務めた。
1945年10月、地方長官大異動に伴い、進駐軍との交渉に必要な語学力を買われて官選の京都府知事に就任
。1947年3月に知事選挙に出るため退官。初の公選府知事に選ばれ、1947年4月12日から1950年4月2日まで知事を務めた。食糧増産を中心に、農村振興対策、林業対策、国土復興を重点目標とする「産業五ヶ年計画」をすすめ、京都府立西京大学（現在の京都府立大学）の設立を行った。1950年に行われた京都市長選挙の選挙違反に問われ辞任。
辞任後は京都証券取引所理事長を務めた。

## 親族
長男の木村惇一は、1920年9月に東京府で木村惇の長男として生まれた。1943年に東京帝国大学法学部政治科を卒業後、高等文官試験行政科に合格し、逓信省に入省。総務局に配属され、大阪逓信局渉外室主査を経て、1947年12月に大津電話局長に就任。長女の瑠璃は1918年12月に生まれ、雙葉高等女学校卒業後、外交官関守三郎の妻となった。

## 栄典
- 1940年（昭和15年）8月15日 - 紀元二千六百年祝典記念章[9]